# Вернер, Оле
Оле Вернер (нем. Ole Werner; род. 4 мая 1988, Прец, Шлезвиг-Гольштейн) — немецкий футбольный тренер.

## Тренерская карьера
Перед началом сезона 2013/14 Оле Вернер был назначен тренером молодёжной команды его бывшего клуба «Хольштайна». Он стал помощником тренера юношеской команды до 16 лет. В сезоне 2014/15 он стал ассистентом Кристиана Рикса во второй команде, выступавшей в Оберлиге «Шлезвиг-Гольштейн». Он сменил Рикса в ноябре 2014 года и закончил сезон с командой на втором месте. В сезоне 2015/16 команда под его руководством заняла третье место.
17 августа 2016 года, после увольнения Карстена Найтцеля, Вернер стал исполняющим обязанности главного тренера «Хольштайна». Он руководил командой в двух играх, сначала в четвертьфинале Кубка Шлезвиг-Гольштейна против «Вайхе». Игра закончилась победой 2:0. В следующем матче Третьей лиги против «Цвиккау», команда победила 3:0. 27 августа Вернера заменили на Маркуса Анфанга, и он вернулся во вторую команду, с которой финишировал в сезоне 2016/17 на втором месте.
16 сентября 2019 года Вернера снова назначили исполняющим обязанности «Хольштайна» после увольнения Андре Шуберта. «Хольштайн» находился на 16 месте с пятью очками после шести туров. 24 октября 2019 года, после того как команда набрала шесть очков в 4 играх, он был утверждён в качестве главного тренера. С ним был подписан контракт до июня 2022 года. В конечном счете он финишировал на спасительном 11 месте в сезоне 2019/20. Вернер был уволен 20 сентября 2021 года после четырёх поражений в семи играх.
28 ноября 2021 года Вернер был назначен новым тренером «Вердера» в качестве преемника Маркуса Анфанга, который подал в отставку. Недавно вылетевшая команда Бундеслиги находилась на 10-м месте с 20 очками после 15-го тура. Вернер выиграл первые 7 игр со своей новой командой и вывел её на 2-е место. Бременцы смогли защитить эту позицию и в конце сезона напрямую вышли в Бундеслигу на сезон 2022/23 с отставанием на 2 очка от «Шальке 04».

## Тренерская статистика
| Команда           | Начало работы    | Окончание работы | Результаты | Результаты | Результаты | Результаты | Результаты |
| Команда           | Начало работы    | Окончание работы | М          | В          | Н          | П          | % побед    |
| ----------------- | ---------------- | ---------------- | ---------- | ---------- | ---------- | ---------- | ---------- |
| Хольштайн II      | 17 ноября 2014   | 16 сентября 2019 | 158        | 89         | 34         | 35         | 056,33     |
| Хольштайн (и. о.) | 16 августа 2016  | 30 августа 2016  | 2          | 2          | 0          | 0          | 100,00     |
| Хольштайн         | 16 сентября 2019 | 20 сентября 2021 | 78         | 33         | 21         | 24         | 042,31     |
| Вердер            | 28 ноября 2021   | 27 мая 2025      | 128        | 52         | 29         | 47         | 040,63     |
| РБ Лейпциг        | 24 июня 2025     | настоящее время  | 1          | 1          | 0          | 0          | 100,00     |
| Всего             | Всего            | Всего            | 367        | 177        | 84         | 106        | 048,23     |